# 関立
関立（せきだち）とは、中世日本の海上における関に関する用語。
南北朝時代から戦国時代にかけて伊予国を中心とした瀬戸内海沿岸部の古文書にみられる用語であるが、定義については諸説出されている。
- 河合正治は弓削島や岩城島などに守護の河野氏よって設置され、室町幕府の命によって海上の警備や遣明船の警備にあたったとする[1]。
- 森本繁は岩城島に室町幕府が設置した海上警備機関で守護の河野氏に管理を任されて実際の運営は来島村上氏が行った[2]。
- 石野弥栄は『日葡辞書』に関所も海賊も同じ"xeqi"（関）と表記されていることから、施設・機関名ではなく関所の設置勢力＝瀬戸内海の海賊衆を指すとする。彼らは室町幕府と関係を持ち、遣明船の警備などにもあたったとする[3]。

いずれの説にしても豊臣政権によって海上の関所の撤廃や海賊行為の禁止が行われた結果、「関立」の語も姿を消すことになった。